# ヒーリー・ウィラン
ジェームス・ヒーリー・ウィラン（James Healey Willan, 1880年10月12日 - 1968年2月16日）はイギリス出身のカナダの作曲家・オルガニスト・合唱指揮者。歌劇や2曲の交響曲、ピアノ協奏曲や管弦楽曲、吹奏楽曲、オルガン曲、ピアノ曲など全部で800曲以上を遺したが、とりわけ教会音楽の作曲家として重要である。

## 経歴
ロンドンのバラム出身。イーストボーンの聖救世主教会の合唱隊で8歳から音楽を学び始め、ロンドンの王立オルガニスト大学で学位を取得する。ケンジントンのセント・ジョン・ザ・バプテスト教会でオルガニスト兼合唱指揮者を務めたのち、1913年にカナダに移住してカナダ音楽院（現・トロント王立音楽院）の音楽理論科の主任教授に就任。またセント・ポール教会のオルガニストに就任する。福音主義で低教会のセント・ポール教会に籍を置きながら、1920年までに、アングロカトリック主義で高教会の聖メアリー・モードリン教会にも聖歌隊指揮者として関係するようになる。1921年にセント・ポール教会の任務を辞して、聖メアリー・モードリン教会の活動に専念し、同教会の典礼のためにおびただしい数の宗教音楽を作曲するようになる。死の直前まで聖メアリ・モードリン教会に在任し、1967年まで聖歌隊の指揮を続けた。
1953年に、エリザベス2世の戴冠式のためのアンセムの作曲のためにイギリスに招かれ、《おお主よ、われらが支配者よ O Lord, Our Governour 》を作曲。この作品は、現在もっとも頻繁に演奏されるウィラン作品の一つになっている。1956年にカンタベリー大主教からランベス学位（名誉博士）を授与され、1967年にカナダ政府よりカナダ勲章のコンパニオンを叙勲された。
ウィランはルネサンス音楽に魅了され、ポリフォニックな宗教曲やオルガン曲を好んで作曲した。1916年に完成した《序奏、パッサカリアとフーガ》はレーガーの同名の曲に触発された。14曲の《ミサ・ブレヴィス》に代表される数多くの宗教曲はたいてい短い。その一方でラフマニノフに心酔しており、いくつかの宗教曲は《徹夜祷》にはっきり影響されている。またウィランの単一楽章のピアノ協奏曲は、ラフマニノフに影響された情感豊かな和声法と叙情的な旋律が魅力的な作品である。
2022年のエリザベス2世の葬儀では、ウィランの《Prelude on "Ecce jam noctis"》作品157-3が演奏された。